# Hans Herter
Hans Lukas Herter (* 8. Juni 1899 in Koblenz; † 7. November 1984 in Bonn) war ein deutscher Klassischer Philologe, der von 1938 bis 1967 als Professor an der Universität Bonn wirkte.

## Leben
Hans Herter wurde evangelisch getauft und machte sein Abitur auf dem Kaiserin-Augusta-Gymnasium in Koblenz. Nach dem Studium an der Universität Bonn (ab 1917, unterbrochen von französischer Kriegsgefangenschaft bis 1920) wurde er dort 1924 promoviert und anschließend Assistent. Er habilitierte sich 1927 und ging 1932 an die Universität Tübingen, zunächst als außerordentlicher, seit 1933 als ordentlicher Professor.
Nach der Abberufung des Bonner Ordinarius Christian Jensen nach Berlin (1937) setzte die Berufungskommission der Universität Bonn folgende Berufungsliste auf: Johannes Mewaldt, langjähriger Ordinarius in Wien; Hans Herter an zweiter Stelle; Franz Dirlmeier, Münchener Lehrstuhlvertreter, an dritter Stelle. Nachdem Mehwaldt den Ruf abgelehnt hatte und Dirlmeier das Münchener Ordinariat endgültig erhalten hatte, wurde Hans Herter als Wunschkandidat des Professors Ernst Bickel am 1. November 1938 berufen. Hans Herter hatte einen hervorragenden Ruf als Wissenschaftler und akademischer Lehrer und war äußerlich politisch angepasst. Er war seit 1933 Mitglied der SA und des Nationalsozialistischen Lehrerbundes, Zum 1. Mai 1937 trat er außerdem der NSDAP bei (Mitgliedsnummer 3.972.674) und schloss sich dem NSDDB an.
Während des Zweiten Weltkriegs fungierte Herter mehrere Semester als Dekan der Philosophischen Fakultät (Wintersemester 1940/41 bis Wintersemester 1942/43) und als Prorektor der Universität (Sommersemester 1942 bis Wintersemester 1944/45). Er gehörte zu den Vertrauten des Rektors Karl F. Chudoba.
Nach dem Ende der Zeit des Nationalsozialismus wurde Herter vom Prüfungsausschuss der Universität vernommen. Als Dekan und Prorektor hatte er die Hochschulpolitik des Rektors Chudoba unterstützt. Er war jedoch nicht politisch hervorgetreten und in seinen Schriften findet sich kein nationalsozialistisches Gedankengut. Seine Mitgliedschaft in verschiedenen NS-Organisationen wurde sowohl von Herter als auch von seinen Bekannten mit der Sorge um sein berufliches Fortkommen begründet. Besonders der Philologieprofessor Bickel und der Althistoriker Friedrich Oertel sagten zu Herters Gunsten aus. Deshalb wurde Herter in seinem Amt bestätigt und lehrte in Bonn bis zu seiner Emeritierung 1967, im Alter von 67 Jahren.
Herter war viele Jahre Herausgeber des Rheinischen Museums für Philologie. Sein besonderes Forschungsinteresse galt den griechischen Autoren Thukydides und Platon sowie der hellenistischen Dichtung. Seit 1958 war Herter Mitglied der Österreichischen Akademie der Wissenschaften. Am 16. Dezember 1962 verlieh ihm die Universität Athen die Ehrendoktorwürde.